# アクシデント (メリーランド州)
アクシデント（Accident）は、アメリカ合衆国メリーランド州のガレット郡にある町である。人口は353人（2000年）。フリーライターのポール・ディクソン（Paul Dickson）が著した「地方人の型分け（Labels for Locals）」によれば、アクシデント出身の人間は「予想ができない（Accidental）」という。

## 歴史
アクシデントは、メリーランド州極西部では最も早期に開拓された土地であった。
1770年の初め、ロード・バルティモア（Lord Baltimore）という人物がモノカシー・メイナー（Monocacy Manor）という者を呼んでこの地を開拓した際、ブルック・ビール（Brooke Beall）なる者が許可を得て778エーカー（3.15km²）の土地を測量した。ビールがなぜこの場所を選んだのかは今となっては謎だが、彼の測量は開拓を始める際の明確な指標となった。彼はまず、「ラン（Run）と呼ばれる場所から100ヤードほど離れたところにある沼知の近くにある『ベア・クリーク（Bear Creek）』という小川の南の分岐路の北側に境界線として立つ二本の白いオークの木の中間を基点として、『コール・マイン・リック（Cole Mine Lick）』の名で知られるリック川の一、二マイル上流までと、『ブロード・クリーク（Broad Creek）』という小川の河口から約6マイル上流まで、および『ネグロー山（Negroe Mountain）』の尾根から約1マイル（1.6km）東の地点まで」を測量することから始めることにした。
後に大陸会議（the Continental Congress）の代表になり、1774年4月14日にアナポリス (メリーランド州)アナポリス会議の代議員に選出されたジョン・ハンソン（John Hanson, Jr.）は、調査の結果この地の面積がわずか682エーカー（2.76km²）にすぎないことを知ったが、その後12年間は何の調査も行われることはなかった。独立戦争終了後の1786年2月15日、公有土地譲渡によりこの地はウィリアム・ディーキンズ（William Deakins）に払い下げられた。以後数年にわたり、周辺の土地はフランシス・ディーキンズ（Francis Deakins）により軍事報酬のために調査された。独立戦争でメリーランド州に従軍した者のうち、兵士として2年間勤務した者には1区画（50エーカー、20万平方メートル）、士官として勤務した者には4区画が与えられたのである。
メリーランド州公文書館には、ハンソンが行った調査証明書の原本が、ワシントン州の調査書とともに保管されている。

## 地理
アクシデントの座標は、西経79度19分12秒、北緯39度37分41秒である。
国勢調査によれば、同町の面積は島嶼部も含めて0.5平方マイル（1.3km²）である。

## 人口
2000年の国勢調査によれば、町の人口は353人、世帯数は138、家族数は96で、人口密度は1平方マイルあたり711.1人（1平方キロメートルあたり272.6人）である。また家屋数は162戸で、1平方マイルあたり162戸（1平方キロメートルあたり125.1戸）になる。人種構成は以下のとおりである。
- 白人：99.72%
- 混血：0.28%
- アフリカ系アメリカ人：0.00%
- 先住アメリカ人：0.00%
- ポリネシアン：0.00%
- 他：0.00%
- ヒスパニックまたはラテン：0.00%

138世帯のうち、18歳以下の子供が同居しているものは37.7%、夫婦が同居しているものは54.3%、未婚女性が世帯主であるものは12.3%、女性が同居していないものは30.4%である。また一人暮らしの家庭は28.3%で、そのうちの21.7%は65歳以上の老人である。一世帯の平均人数は2.56人で、一家族では3.14人である。
全人口のうち18歳以下の者は29.2%、18歳以上24歳以下の者は7.1%、25歳以上44歳以下の者は22.4%、45歳以上64歳以下の者は18.4%、65歳以上の者は22.9%で、平均年齢は38歳である。女性100人に対して男性は73.9人で、18歳以下の場合は女性100人に対して男性は73.6人である。
一世帯あたりの平均年収は22,500ドルで、一家族あたりでは40,556ドルである。また男性の平均年収は25,250ドルであるのに対し、女性は18,750ドルである。国の収入を人口で割った一人当たり総生産（Per capita income）、は11,950ドルになる。全人口のうち10.9%、また全家庭のうち17.5%が貧困層であり、そのうちの17.3%が18歳以下の子供で、24.1%が65歳以上の老人である。

## 著名人
ウェンデル・R・ベイツェル（Wendell R. Beitzel, メリーランド州議会議員）